# Гостиці
Гостиці (словац. Hostice, угор. Gesztete) — село, громада в окрузі Рімавска Собота, Банськобистрицький край, Словаччина. Кадастрова площа громади — 21,12 км². Населення — 1069 осіб (за оцінкою на 31 грудня 2017 р.).

## Історія
Перша згадка 1332 року як Gezeche. Історичні назви: Geste (1350), Gezthete (1431), Geszticza (1773), Gestice (1808), Hostice (1920); угор. Gestete.
1828 року село мало 82 будинки і 712 мешканців. Традиційне ремесло мешканців із першої половини 20-го століття — ткацтво з конопель та робота із виробленою з конопель тканиною.
У 1938—1944 рр у складі Угорщини.
JRD засновано 1957 року.

## Географія
Висота над рівнем моря в центрі села 198 м, територією громади від 185 до 360 м.

## Транспорт
Автошлях 2790 (Cesty III. triedy) Єсенске (II/571) — Гемерски Яблонец (III/2783).

## Населення
| Рік:            | 1994. | 2004.   | 2014.    | 2024.   |
| --------------- | ----- | ------- | -------- | ------- |
| Кількість осіб: | 829   | 884     | 1049     | 1055    |
| Різниця:        |       | +6,63 % | +18,66 % | +0,57 % |

| Рік:            | 2023. | 2024.   |
| --------------- | ----- | ------- |
| Кількість осіб: | 1044  | 1055    |
| Різниця:        |       | +1,05 % |

## Пам'ятки
- Римокатолицький костел св. Апостола Андрія 1787 року, пізнє бароко. 48°14′17″ пн. ш. 20°03′53″ сх. д.H G O
- Дерев'яна Pieta кінця 18 століття.